# アリエ
アリエ（伊: Agliè）は、イタリア共和国ピエモンテ州トリノ県にある、人口約2,600人の基礎自治体（コムーネ）。

## 地理

### 位置・広がり

#### 隣接コムーネ
隣接するコムーネは以下の通り。
- バーイロ
- クチェーリオ
- オゼーニャ
- サン・ジョルジョ・カナヴェーゼ
- サン・マルティーノ・カナヴェーゼ
- トッレ・カナヴェーゼ
- ヴィアルフレ

## 行政

### 分離集落
アリエには、以下の分離集落（フラツィオーネ）がある。
- Madonne delle Grazie, San Grato, Santa Maria